# Transports en commun d'Argentan
 (août 2022).
Les transports urbains de l'agglomération d'Argentan forment un réseau de bus organisé par Terres d'Argentan Interco dont la marque commerciale est Terres d'Argentan Mobilité. Jusqu'en 2021, le réseau était organisé par la commune d'Argentan sous le nom Argentan Bus. Le réseau est composé de 2 lignes qui desservent Argentan et Sarceaux et qui se terminent toutes à l’hôtel de ville d’Argentan.

## Histoire
Le réseau est créé en 1991 et exploité par une régie municipale.

## Le réseau

### Les lignes
| Ligne | Caractéristiques | Caractéristiques              | Caractéristiques              | Caractéristiques              | Caractéristiques              | Caractéristiques                           | Caractéristiques                         | Caractéristiques              | Caractéristiques                   |
| A     | Musiciens ⥋ La Croix Neuve | Musiciens ⥋ La Croix Neuve    | Musiciens ⥋ La Croix Neuve    | Musiciens ⥋ La Croix Neuve    | Musiciens ⥋ La Croix Neuve    | Musiciens ⥋ La Croix Neuve                 | Musiciens ⥋ La Croix Neuve               | Musiciens ⥋ La Croix Neuve    | Musiciens ⥋ La Croix Neuve         |
| ----- | --- | ----------------------------- | ----------------------------- | ----------------------------- | ----------------------------- | ------------------------------------------ | ---------------------------------------- | ----------------------------- | ---------------------------------- |
| A     | Ouverture / Fermeture 30 août 2021 / — | Longueur —                    | Durée ~30/35 min              | Nb. d’arrêts 25/26            | Matériel —                    | Jours de fonctionnement L, Ma, Me, J, V, S | Jour / Soir / Nuit / Fêtes O / N / N / N | Voy. / an —                   | Exploitant Régie Argentan-Mobilité |
| A     | Desserte : - Ville et lieux desservis : Argentan - Gare desservie : Gare d'Argentan |                               |                               |                               |                               |                                            |                                          |                               |                                    |
| A     | Autre : - Amplitudes horaires : La ligne fonctionne du lundi au vendredi de 6 h 55 à 18 h 35 et de 9 h à 17 h 25 le samedi. - Arrêts aux normes PMR : Musiciens, Maurice-Ravel, Picardie, Auvergne, Guy de Maupassant, Saint-Martin, Ancienne Abbaye, Hôtel de ville, Gare SNCF - Quai des Arts, Carnot, Progrès, Le Manoir, Les Écureuils, La Beurrerie et La Gravelle. - Date de dernière mise à jour : 24 août 2023.                                                             |                               |                               |                               |                               |                                            |                                          |                               |                                    |
| A     | Dernière actualisation : — |                               |                               |                               |                               |                                            |                                          |                               |                                    |
| B     | Le Coqueret ⥋ Sous-préfecture | Le Coqueret ⥋ Sous-préfecture | Le Coqueret ⥋ Sous-préfecture | Le Coqueret ⥋ Sous-préfecture | Le Coqueret ⥋ Sous-préfecture | Le Coqueret ⥋ Sous-préfecture              | Le Coqueret ⥋ Sous-préfecture            | Le Coqueret ⥋ Sous-préfecture | Le Coqueret ⥋ Sous-préfecture      |
| B     | Ouverture / Fermeture 30 août 2021 / — | Longueur —                    | Durée 38 min                  | Nb. d’arrêts 31               | Matériel —                    | Jours de fonctionnement L, Ma, Me, J, V, S | Jour / Soir / Nuit / Fêtes O / N / N / N | Voy. / an —                   | Exploitant Régie Argentan-Mobilité |
| B     | Desserte : - Ville et lieux desservis : Argentan - Gare desservie : Gare d'Argentan |                               |                               |                               |                               |                                            |                                          |                               |                                    |
| B     | Autre : - Amplitudes horaires : La ligne fonctionne du lundi au vendredi de 6 h 50 à 18 h 30 et de 9 h 25 à 18 h 10 le samedi. - Arrêts aux normes PMR : Le Coqueret, Allée Monnerot, Trois Croix, Moulin à vent, Saint-Michel, Maison du Citoyen, 104ème RI, Le Paty, Louvrier, Hôtel de ville, Gare SNCF - Quai des Arts, Victor-Hugo (école), Coulandon, Saint-Martin des Champs, Clément Ader, La Forge, Frévent et Les Labours. - Date de dernière mise à jour : 24 août 2023. |                               |                               |                               |                               |                                            |                                          |                               |                                    |
| B     | Dernière actualisation : — |                               |                               |                               |                               |                                            |                                          |                               |                                    |

### Point d'arrêts

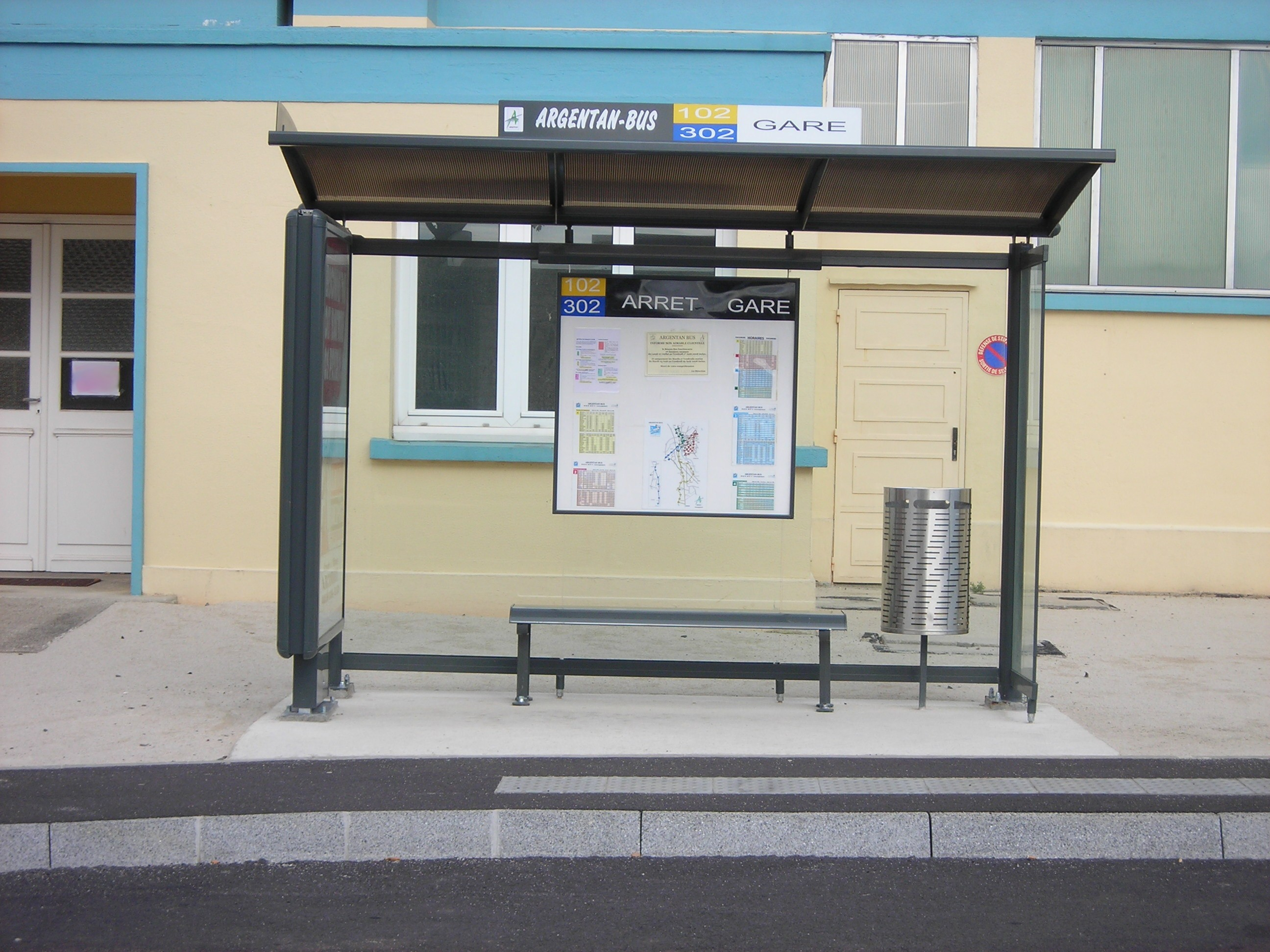
Un des arrêts de bus du réseau placé en face de la gare.

Environ 55 arrêts de bus sont présents sur le réseau. Chaque point d'arrêt est numéroté par un nombre de 3 chiffres dont le premier correspond au numéro de la ligne. Si un point d'arrêt se situe sur deux lignes différentes, il est donc numéroté deux fois. Depuis 2008 des travaux sont en cours pour rendre les arrêts de bus accessibles aux personnes à mobilité réduite.

### Logo

Ancien logo du réseau

## Exploitation

### État de parc
Le parc d'Argentan Bus est composé d'un Noventis 420 (ex-Angers), d'un City 21 (acquis neuf), d'un GX 317 (ex-Angoulême), d'un Agora Line (ex-Nantes, ex-La Rochelle), d'un Agora L (ex-RATP) et d'un GX 337 (reçu neuf en 2017).

## Impact socio-économique

### Véhicule préservé

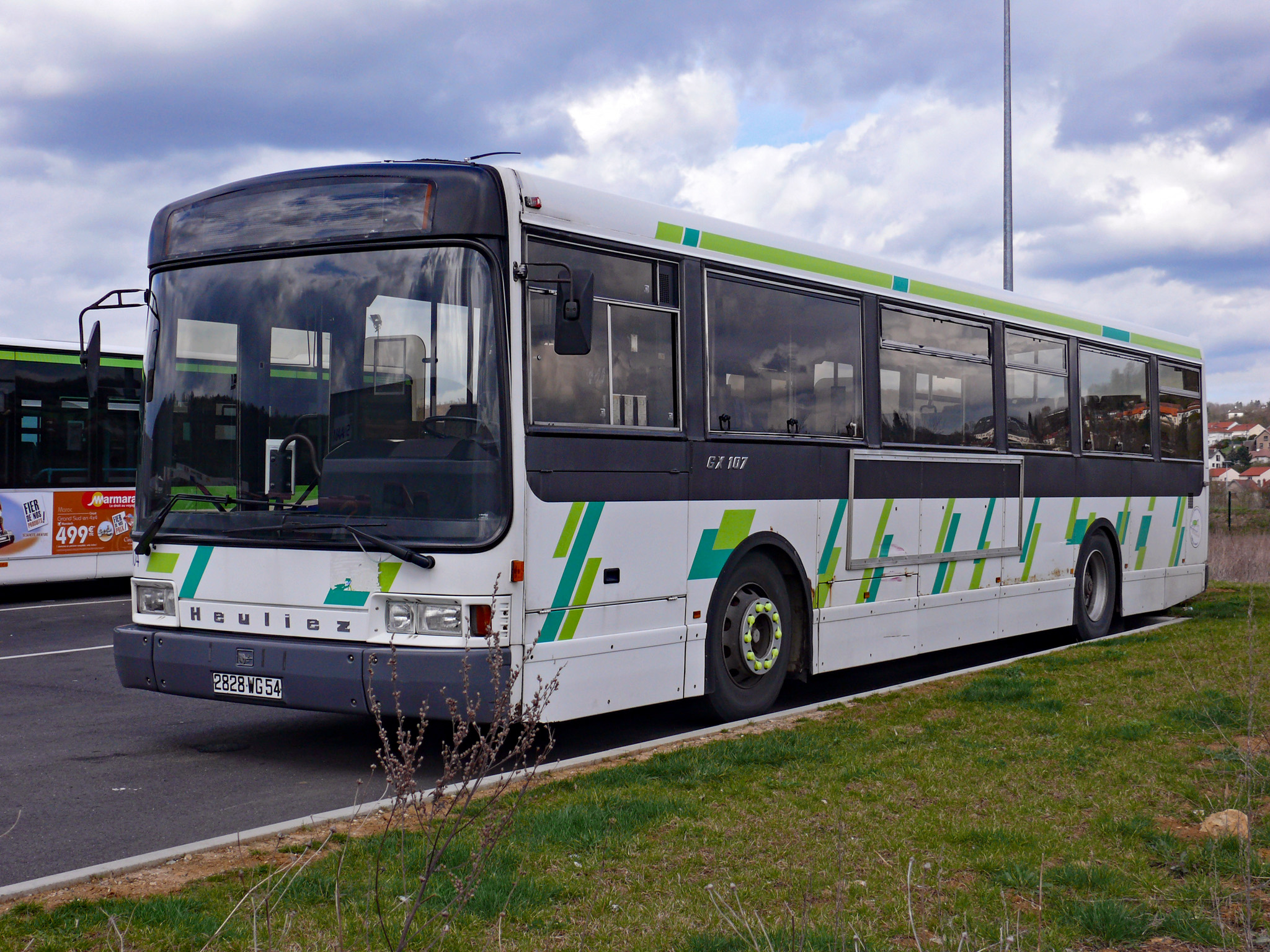
Un Heuliez GX107 identique à celui du réseau d’Argentan préservé par l’ASPAN 76.

Un Heuliez GX 107, mis en service en 1989 sur le réseau TAG de Grenoble et acheté d’occasion par le réseau d’Argentan en 2000, est préservé par l’Association de Sauvegarde du Patrimoine des Autobus Normands 76 (ASPAN 76) à partir de 2013,. Il est récupéré par celle-ci le 23 septembre 2013, avec 680 000 km au compteur,.